# Queen Charlotte Mountains
Als Queen Charlotte Mountains werden die Berge auf der Inselgruppe Haida Gwaii vor der Westküste der kanadischen Provinz British Columbia bezeichnet. Sie sind Teil der Insular Mountains, und ihr Name leitet sich von der ehemaligen Bezeichnung der Inselgruppe ab.
Die Region zeichnet sich durch das Aufeinandertreffen der Pazifischen Platte mit der Nordamerikanischen Platte sowie der Explorer-Platte durch große seismische Aktivität aus. Die Insel wurde dabei 1949 durch das Erdbeben vor den Queen Charlotte Islands erschüttert, welches eine Stärke von 8,1 auf der Momenten-Magnituden-Skala erreichte und das bisher stärkste sicher gemessene Erdbeben in der kanadischen Geschichte war. Es hatte sein Epizentrum östlich von Graham Island in der Queen-Charlotte-Verwerfung. Die Region gehört zum Pazifischen Feuerring.
Der Gebirgszug dehnt sich dabei insgesamt über eine Fläche von rund 9769 km² aus und wird üblicherweise in folgende Teilketten unterteilt:
- Cameron Range (im westlichen Bereich von Graham Island)
- Crease Range (im nördlichen und zentralen Bereich von Graham Island)
- McKay Range (im südlichen Bereich von Graham Island)
- San Christoval Range (im westlichen Bereich von Moresby Island)

Die höchsten Berge sind:
- Mount Moresby (1164 m)
- Mount La Pérouse (1127 m)
- Mount de la Touche (1118 m)
- Mount Stapleton (1099 m)
- Mount Kermode (1091 m)